# 全日本トライアスロン皆生大会
全日本トライアスロン皆生大会（ぜんにほんトライアスロンかいけたいかい）は、毎年7月に皆生トライアスロン協会、鳥取県観光連盟、米子市観光協会の主催により鳥取県米子市皆生温泉及びその周辺で開かれるトライアスロン大会。

## 歴史
第1回大会は1981年8月20日に開催され、これを以って日本におけるトライアスロンの発祥としている。第1回大会はスイム2.5km、バイク63.2km、ラン36.5kmで争われ53名が参加。高石ともやと下津紀代志が手を取り合って並んでゴール。そのため初代王者は2名となっている。距離は徐々に延長され、現在はハワイ・アイアンマンレースに近いスイム3km、バイク140km、ラン42.195kmで行われている。
2010年の第30回より3人1組でスイム・バイク・ランを分担する団体の部が設けられた。
2015年の第35回は過去最大の1,000人規模となり、クラブ対抗も設けられた。

## 種目
- 個人の部
  - 総合の部
  - 女子の部
- 団体の部
  - リレーの部（スイム、バイク、ランを3人でリレー）
  - クラブ対抗の部（同一クラブの選手3人の合計タイム）

## コース
- スイム：皆生温泉海岸→米子屋内プール裏（3km）
- バイク：米子屋内プール→国立公園・大山山麓道路→米子屋内プール（140km）
- ラン：米子屋内プール→境港市→どらドラパーク米子陸上競技場（42.195km）

## 事故
- 第35回大会（2015年）では、参加者がスイムの最中に意識不明となり病院に搬送されるも1時間半後に死亡する事故が起こった[6]。これを受け第36回大会（2016年）では、安全対策の強化を前提に審判・警備の増員及びコース変更を検討する[7]。